# Cryptopygus decemoculatus
Cryptopygus decemoculatus är en urinsektsart som först beskrevs av John Tenison Salmon 1949.  Cryptopygus decemoculatus ingår i släktet Cryptopygus och familjen Isotomidae. Inga underarter finns listade i Catalogue of Life.